# Shaquille O’Neal
Shaquille Rashaun „Shaq” O’Neal (ur. 6 marca 1972 w Newark) – amerykański koszykarz grający w lidze NBA na pozycji środkowego, czterokrotny mistrz NBA: trzykrotnie z zespołem Los Angeles Lakers i raz z Miami Heat, mistrz olimpijski oraz mistrz świata.
W 1989 wystąpił w meczu gwiazd amerykańskich szkół średnich – McDonald’s All-American.
25 czerwca 2005 uzyskał tytuł magistra z zarządzania biznesem na Uniwersytecie w Phoenix. 1 czerwca 2011 ogłosił zakończenie kariery sportowej. W maju 2012 uzyskał stopień doktora na uniwersytecie Barry.

## Kariera zawodowa
Shaquille O’Neal do NBA trafił w 1992. Został wybrany w drafcie z numerem pierwszym przez Orlando Magic. W swoim debiutanckim sezonie został uznany najlepszym debiutantem roku oraz ustanowił rekord wszech czasów w liczbie wykonanych wsadów do kosza. W 1995. wystąpił w pierwszym swoim finale, Orlando przegrało jednak z Houston Rockets 0-4, a Shaq przegrał w pojedynku centrów z Hakeemem Olajuwonem. W tymże sezonie zdobył tytuł króla strzelców ligi (drugi tytuł zdobył w sezonie 1999/2000). Zajął drugie miejsce w plebiscycie na MVP sezonu.
Reprezentował USA na Mistrzostwach Świata w Toronto i IO w Atlancie, zdobywając na obu imprezach złote medale. O’Neal przeszedł do Los Angeles Lakers, w barwach których święcił swe największe triumfy. Zdobył trzy tytuły mistrza NBA (2000, 2001, 2002), za każdym razem zostając najlepszym zawodnikiem finałów. W 2000 został wybrany najlepszym zawodnikiem ligi.
Pod wpływem jego ogromnej dominacji w strefie podkoszowej wynikającej z potężnej sylwetki (216 cm wzrostu oraz wagi wahającej się pomiędzy 135 kg na początku kariery a 146 na jej końcu) i nieprzeciętnej siły zmieniono w 2001 przepisy – dozwolono obronę strefową.
Również z powodu jego warunków fizycznych musiano wzmocnić konstrukcję koszy w całej lidze po tym, jak kilkakrotnie, wykonując wsady, spowodował ich zniszczenie w sezonie 1992-93.
W sezonie 1999/2000 zajął drugie miejsce w głosowaniu na obrońcę roku NBA.
Mimo świetnej współpracy O’Neala z Kobem Bryantem i zdobytych tytułów, w 2004. odszedł, skłócony z młodszym kolegą, do Miami Heat. I w tym klubie zdobył mistrzostwo NBA (2006). W sezonie 2004/2005 zajął drugie miejsce w głosowaniu na MVP fazy zasadniczej.
Na początku 2008 przeszedł do Phoenix Suns. Mimo blisko czterdziestu lat, wciąż należał do najlepszych centrów ligi. Po raz 15. wystąpił w meczu gwiazd, uzyskując wraz z Kobem Bryantem tytuł MVP All Star. Po zakończeniu play-off w 2009 Suns uzgodnili transfer Shaqa do Cleveland Cavaliers. W 2010 podpisał dwuletni kontrakt z Boston Celtics.
W dniu 1 czerwca 2011 za pośrednictwem serwisu Twitter ogłosił zakończenie kariery. 6 czerwca odbyła się konferencja prasowa, na której Shaquille O’Neal oficjalnie potwierdził zakończenie kariery i rozstanie się z NBA jako zawodnik. Shaquille O’Neal był jednym z najbardziej dominujących zawodników w całej historii i zdecydowanie najbardziej dominującym podczas swej długiej kariery. Jako jedyny aktywny zawodnik w sezonie 2010/2011 był w czołówce 50 najlepszych graczy w historii NBA.
2 kwietnia 2013 w przerwie meczu Los Angeles Lakers z Dallas Mavericks, koszulka z jego numerem 34 została zastrzeżona i od tego momentu nikt nie może nosić tego numeru barwach drużyny z Los Angeles.

## Osiągnięcia
Na podstawie, o ile nie zaznaczono inaczej.

### NCAA
- Uczestnik rozgrywek:
  - II rundy turnieju NCAA (1990, 1992)
  - turnieju NCAA (1990–1992)
- Mistrz sezonu regularnego konferencji Southeastern (SEC – 1991)
- Koszykarz roku:
  - NCAA:
    - według Associated Press (1991)[11]
    - według United Press International (1991)[12]
    - Adolph Rupp Trophy (1991)[13]

  - SEC (1991, 1992)[14]
- 2-krotnie wybrany do I składu American (1991, 1992)[15]
- Lider:
  - NCAA:
    - wszech czasów w średniej zbiórek (13,5)
    - w średniej:
      - zbiórek (1991 – 14,7)[16]
      - bloków (1992 – 5,2)[16]

    - w liczbie celnych rzutów z gry (1992 – 294)

  - konferencji SEC:
    - wszech czasów w średniej zbiórek (13,5)
    - w średniej:
      - punktów (1991 – 27,6)
      - zbiórek (1990 – 12, 1991 – 14,7, 1992 – 14)
      - bloków (1990 – 3,6, 1991 – 5, 1992 – 5,2)

    - w liczbie:
      - zbiórek (1990 – 385, 1991 – 411, 1992 – 421)
      - bloków (1990 – 115, 1991 – 140, 1992 – 157)
      - celnych rzutów z gry (1991 – 312, 1992 – 294)
      - oddanych rzutów wolnych (1991 – 235, 1992 – 254)

### NBA

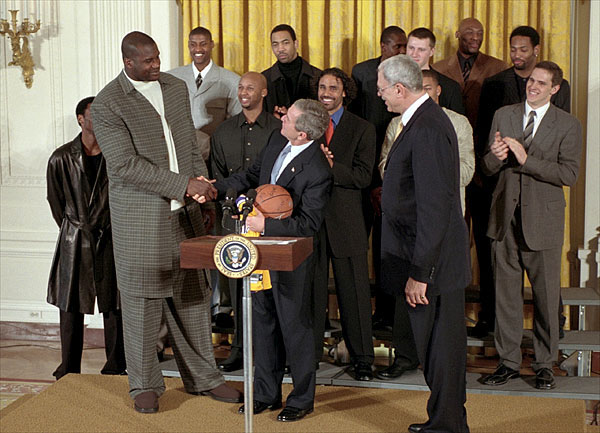
Shaquille O’Neal (z lewej) razem z mistrzowską drużyną Lakers u prezydenta George W. Busha w 2002.

- 4-krotny mistrz NBA (2000-02, 2006)[17]
- dwukrotny wicemistrz NBA (1995, 2004)[17]
- MVP:
  - finałów NBA (2000−2002)[17]
  - sezonu zasadniczego NBA (2000)[17]
  - meczu gwiazd NBA (2000 – razem z Timem Duncanem), 2004, 2009 – wspólnie z Kobem Bryantem)[18]
  - miesiąca:
    - NBA (grudzień 1993, marzec 1994, listopad 1994, grudzień 1997, styczeń 1998, kwiecień 1998, listopad 1999, luty–marzec 2000, kwiecień 2001)[19]
    - konferencji
      - zachodniej NBA (marzec 2003)[19]
      - wschodniej NBA (marzec 2005)[19]

  - tygodnia:
    - NBA (15.11.1992, 12.12.1993, 4.12.1994, 5.03.1995, 3.03.1996, 15.12.1996, 16.11.1997, 22.03.1998, 5.12.1999, 20.02.2000, 12.03.2000, 8.04.2001)[20]
    - konferencji:
      - zachodniej NBA (3.03.2002, 24.02.2002, 10.03.2002, 9.03.2003, 6.04.2003, 21.03.2004, 7.12.2003)[20]
      - wschodniej NBA (19.12.2004)[20]
- 15-krotnie wybierany do Meczu Gwiazd NBA (1993-98, 2000-07, 2009)[21]. Z powodu kontuzji nie wystąpił w 1997, 2001 i 2002 roku.
- Lider:
  - sezonu zasadniczego w:
    - średniej zdobytych punktów (1995, 2000)[22]
    - skuteczności rzutów z gry (1994, 1998–2002, 2004–2006, 2009 – rekord NBA)[23]

  - play-off w:
    - średniej:
      - zdobytych punktów (2000)[24]
      - zbiórek (2000, 2001)[25]
      - bloków (1999, 2004)[26]

    - w skuteczności rzutów z gry (2004)[27]
    - liczbie celnych rzutów wolnych (1995, 2000, 2002)[28]
- Debiutant Roku (1993)[29]
- Wybrany do:
  - I składu:
    - debiutantów NBA (1993)[30]
    - NBA (1998, 2000–06)[31]

  - II składu:
    - NBA (1995, 1999)[31]
    - defensywnego NBA (2000–2001, 2003)[32]

  - III składu NBA (1994, 1996–97, 2009)[31]
  - składu najlepszych zawodników w historii NBA, wybranego z okazji obchodów 75-lecia istnienia ligi (2021)[33]
- dwukrotny zdobywca NBA IBM Award (2000, 2001)[34]
- 4-krotny debiutant miesiąca NBA (listopad 1992-luty 1993)[35]
- Zaliczony do grona 50 Najlepszych Zawodników w Historii NBA (NBA’s 50th Anniversary All-Time Team – 1996)[36]
- Klub Lakers zastrzegł należący do niego w numer 34[37]

### Kadra
- Mistrz:
  - olimpijski (1996)[38]
  - świata (1994)[39]
- MVP mistrzostw świata (1994)[40]
- Zaliczony do I składu mistrzostw świata (1994)[41]
- Laureat nagrody USA Basketball Male Athlete of the Year (1994)[42]
- Lider mistrzostw świata w skuteczności rzutów z gry (1994 – 71,3%)[43]

### Inne
- Wybrany do:
  - Koszykarskiej Galerii Sław im. Jamesa Naismitha (Naismith Memorial Basketball Hall Of Fame – 2016)[44]
  - Akademickiej Galerii Sław Koszykówki (2014)[45]

## Rekordy kariery
- 61 punktów
- 28 zbiórek
- 10 asyst
- 5 przechwytów
- 15 bloków
- 55 minut gry

## Statystyki
Na podstawie Basketball-Reference.com (ang.)

### Sezon regularny
| Sezon   | Drużyna     | M    | S5   | MPG  | FG%   | 3P%   | FT%   | RPG  | APG | SPG | BPG | PPG  |
| ------- | ----------- | ---- | ---- | ---- | ----- | ----- | ----- | ---- | --- | --- | --- | ---- |
| 1992/93 | Orlando     | 81   | 81   | 37,9 | 56,2% | 0,0%  | 59,2% | 13,9 | 1,9 | 0,7 | 3,5 | 23,4 |
| 1993/94 | Orlando     | 81   | 81   | 39,8 | 59,9% | 0,0%  | 55,4% | 13,2 | 2,4 | 0,9 | 2,9 | 29,3 |
| 1994/95 | Orlando     | 79   | 79   | 37,0 | 58,3% | 0,0%  | 53,3% | 11,4 | 2,7 | 0,9 | 2,4 | 29,3 |
| 1995/96 | Orlando     | 54   | 52   | 36,0 | 57,3% | 50,0% | 48,7% | 11,0 | 2,9 | 0,6 | 2,1 | 26,6 |
| 1996/97 | L.A. Lakers | 51   | 51   | 38,1 | 55,7% | 0,0%  | 48,4% | 12,5 | 3,1 | 0,9 | 2,9 | 26,2 |
| 1997/98 | L.A. Lakers | 60   | 57   | 36,3 | 58,4% | –     | 52,7% | 11,4 | 2,4 | 0,7 | 2,4 | 28,3 |
| 1998/99 | L.A. Lakers | 49   | 49   | 34,8 | 57,6% | 0,0%  | 54,0% | 10,7 | 2,3 | 0,7 | 1,7 | 26,3 |
| 1999/00 | L.A. Lakers | 79   | 79   | 40,0 | 57,4% | 0,0%  | 52,4% | 13,6 | 3,8 | 0,5 | 3,0 | 29,7 |
| 2000/01 | L.A. Lakers | 74   | 74   | 39,5 | 57,2% | 0,0%  | 51,3% | 12,7 | 3,7 | 0,6 | 2,8 | 28,7 |
| 2001/02 | L.A. Lakers | 67   | 66   | 36,1 | 57,9% | 0,0%  | 55,5% | 10,7 | 3,0 | 0,6 | 2,0 | 27,2 |
| 2002/03 | L.A. Lakers | 67   | 66   | 37,8 | 57,4% | –     | 62,2% | 11,1 | 3,1 | 0,6 | 2,4 | 27,5 |
| 2003/04 | L.A. Lakers | 67   | 67   | 36,8 | 58,4% | –     | 49,0% | 11,5 | 2,9 | 0,5 | 2,5 | 21,5 |
| 2004/05 | Miami       | 73   | 73   | 34,1 | 60,1% | –     | 46,1% | 10,4 | 2,7 | 0,5 | 2,3 | 22,9 |
| 2005/06 | Miami       | 59   | 58   | 30,6 | 60,0% | –     | 46,9% | 9,2  | 1,9 | 0,4 | 1,8 | 20,0 |
| 2006/07 | Miami       | 40   | 39   | 28,4 | 59,1% | –     | 42,2% | 7,4  | 2,0 | 0,2 | 1,4 | 17,3 |
| 2007/08 | Miami       | 33   | 33   | 28,6 | 58,1% | –     | 49,4% | 7,8  | 1,4 | 0,6 | 1,6 | 14,2 |
| 2007/08 | Phoenix     | 28   | 28   | 28,7 | 61,1% | –     | 51,3% | 10,6 | 1,7 | 0,5 | 1,2 | 12,9 |
| 2008/09 | Phoenix     | 75   | 75   | 30,0 | 60,9% | 0,0%  | 59,5% | 8,4  | 1,7 | 0,7 | 1,4 | 17,8 |
| 2009/10 | Cleveland   | 53   | 53   | 23,4 | 56,6% | 0,0%  | 49,6% | 6,7  | 1,5 | 0,3 | 1,2 | 12,0 |
| 2010/11 | Boston      | 37   | 36   | 20,3 | 66,7% | –     | 55,7% | 4,8  | 0,7 | 0,4 | 1,1 | 9,2  |
| Razem   |             | 1207 | 1197 | 34,7 | 58,2% | 04,5% | 52,7% | 10,9 | 2,5 | 0,6 | 2,3 | 23,7 |

### Play-offy
| Sezon | Drużyna     | M   | S5  | MPG  | FG%   | 3P% | FT%   | RPG  | APG | SPG | BPG | PPG  |
| ----- | ----------- | --- | --- | ---- | ----- | --- | ----- | ---- | --- | --- | --- | ---- |
| 1994  | Orlando     | 3   | 3   | 42,0 | 51,1% | –   | 47,1% | 13,3 | 2,3 | 0,7 | 3,0 | 20,7 |
| 1995  | Orlando     | 21  | 21  | 38,3 | 57,7% | –   | 57,1% | 11,9 | 3,3 | 0,9 | 1,9 | 25,7 |
| 1996  | Orlando     | 12  | 12  | 38,3 | 60,6% | –   | 39,3% | 10,0 | 4,6 | 0,8 | 1,3 | 25,8 |
| 1997  | L.A. Lakers | 9   | 9   | 36,2 | 51,4% | –   | 61,0% | 10,6 | 3,2 | 0,6 | 1,9 | 26,9 |
| 1998  | L.A. Lakers | 13  | 13  | 38,5 | 61,2% | –   | 50,3% | 10,2 | 2,9 | 0,5 | 2,6 | 30,5 |
| 1999  | L.A. Lakers | 8   | 8   | 39,4 | 51,0% | –   | 46,6% | 11,6 | 2,3 | 0,9 | 2,9 | 26,6 |
| 2000  | L.A. Lakers | 23  | 23  | 43,5 | 56,6% | –   | 45,6% | 15,4 | 3,1 | 0,6 | 2,4 | 30,7 |
| 2001  | L.A. Lakers | 16  | 16  | 42,3 | 55,5% | –   | 52,5% | 15,4 | 3,2 | 0,4 | 2,4 | 30,4 |
| 2002  | L.A. Lakers | 19  | 19  | 40,8 | 52,9% | –   | 64,9% | 12,6 | 2,8 | 0,5 | 2,5 | 28,5 |
| 2003  | L.A. Lakers | 12  | 12  | 40,1 | 53,5% | –   | 62,1% | 14,8 | 3,7 | 0,6 | 2,8 | 27,0 |
| 2004  | L.A. Lakers | 22  | 22  | 41,7 | 59,3% | –   | 42,9% | 13,2 | 2,5 | 0,3 | 2,8 | 21,5 |
| 2005  | Miami       | 13  | 13  | 33,2 | 55,8% | –   | 47,2% | 7,8  | 1,9 | 0,4 | 1,5 | 19,4 |
| 2006  | Miami       | 23  | 23  | 33,0 | 61,2% | –   | 37,4% | 9,8  | 1,7 | 0,5 | 1,5 | 18,4 |
| 2007  | Miami       | 4   | 4   | 30,3 | 55,9% | –   | 33,3% | 8,5  | 1,3 | 0,3 | 1,5 | 18,8 |
| 2008  | Phoenix     | 5   | 5   | 30,0 | 44,0% | –   | 50,0% | 9,2  | 1,0 | 1,0 | 2,6 | 15,2 |
| 2010  | Cleveland   | 11  | 11  | 22,1 | 51,6% | –   | 66,0% | 5,5  | 1,4 | 0,2 | 1,2 | 11,5 |
| 2011  | Boston      | 2   | 0   | 6,0  | 50,0% | –   | 0,0%  | 0,0  | 0,5 | 0,5 | 0,0 | 1,0  |
| Razem |             | 216 | 214 | 37,5 | 56,3% | –   | 50,4% | 11,6 | 2,7 | 0,5 | 2,1 | 24,3 |

## Dyskografia
- Shaq Diesel (1993)
- Shaq Fu - Da Return (1994)
- The Best of Shaquille O’Neal (1996)
- You Can't Stop the Reign (1996)
- Respect (1998)
- Presents His Superfriends, Vol. 1 (2001)
- Gorilla Warfare (2023) jako Diesel

## Jako reżyser
- Cousin Skeeter (1998)

## Jako producent filmowy
- Czarodziej Kazaam (Kazaam) (1996)
- Stalowy rycerz (Steel) (1997)

## Przed kamerą
- NBA Super Slams 2 (1994) jako on sam
- Drużyna asów (Blue Chips) (1994) jako Neon
- Czarodziej Kazaam (Kazaam) (1996) jako Kazaam
- Special Effects: Anything Can Happen (1996) jako on sam
- NBA In the Paint (1997) jako on sam
- Stalowy rycerz (Steel) (1997) jako John Henry Irons/Steel
- operacja „Hamburger” (Good Burger) (1997) jako Shaquille O’Neal
- The Story of Fathers & Sons (1999) jako on sam
- NBA Now! Showmen of Today (2000) jako on sam
- MTV Icon: Janet Jackson (2001) jako on sam
- Luźny gość (Freddy Got Fingered) (2001) jako Shaquille
- The Wash: Hip hopowa myjnia (The Wash) (2001) jako Norman
- Straight Clownin' (2002) jako on sam
- The Bros. (2002) jako on sam
- Shaq's All Star Comedy Roast II: Emmitt Smith (2003) jako on sam
- One Love (I) (2003)
- Po zachodzie słońca (After the Sunset) (2004) jako on sam
- NBA Dynasty Series - Los Angeles Lakers: The Complete History (2004) jako on sam
- The Year of the Yao (2004) jako on sam
- Before, During and 'After the Sunset' (2005) jako on sam
- Straszny film 4 (Scary Movie 4) (2006) jako Shaq
- Rodzinne Rewolucje (2014)

### Przed kamerą gościnnie
- Arli$$ (1996–2002) jako on sam
- For Your Love (1998–2002) jako on sam
- Sin City Spectacular (1998–1999) jako on sam
- Cousin Skeeter (1998) jako on sam
- Egzamin z życia (The Parkers) (1999–2004) jako on sam
- Jackass (2000–2002) jako on sam
- Pohamuj entuzjazm (Curb Your Enthusiasm) (2000) jako on sam
- Static Shock (2000–2004) jako on sam (głos)
- On, ona i dzieciaki (My Wife and Kids) (2001) jako on sam
- The Bernie Mac Show (2001) jako on sam
- Open Access (2004) jako on sam
- Słoneczna Sonny (2010) Jako on sam
- Jeszcze większe dzieci (2013) jako policjant